# Paige Moss
Paige Moss, född 30 januari 1973 i Washington, D.C. (uppvuxen i Abilene i Texas), är en amerikansk skådespelerska. 
Hon är mest känd för att ha spelat rollen som Tara Marks i TV-serien Beverly Hills, samt varulvsflickan Veruca, i den kultförklarade TV-serien Buffy och vampyrerna. Hon är också känd för att spela rollen som Maddy O'Neil i ABC-serien En svärfar för mycket.

## Filmografi (i urval)
- 1995–1996 – Baywatch Nights (TV-serie) (2 avsnitt)
- 1996 – Beverly Hills (TV-serie) (7 avsnitt)
- 1996 – No One Would Tell (TV-film)
- 1997 – Seinfeld (TV-serie) (1 avsnitt)
- 1997 – Chicago Hope (TV-serie) (1 avsnitt)
- 1997 – Innanför murarna (TV-film)
- 1998 – Alla var där
- 1998 – Diagnos mord (TV-serie) (1 avsnitt)
- 1999 – Touched by an Angel (TV-serie) (1 avsnitt)
- 1999 – Cityakuten (TV-serie) (1 avsnitt)
- 1999 – Hercules (TV-serie) (1 avsnitt)
- 1999 – Buffy och vampyrerna (TV-serie) (3 avsnitt)
- 2000 – Auggie Rose
- 2000 – På heder och samvete (TV-serie) (1 avsnitt)
- 2003–2004 – En svärfar för mycket (TV-serie) (22 avsnitt)
- 2004 – Strong Medicine (TV-serie) (1 avsnitt)
- 2007 – American Dragon: Jake Long (TV-serie) (röstroll, 1 avsnitt)